# Savka Dabčević-Kučar
Savka Dabčević-Kučar, född 6 december 1923 i Korčula, död 6 augusti 2009 i Zagreb, var en kroatisk politiker (kommunist). Hon var Kroatiens premiärminister 1967-1969 och ledare för det kroatiska kommunistpartiet. Hon var som sådan nominellt Kroatiens första kvinnliga statschef. 
Tillsammans med Miko Tripalo grundande hon 1990 Kroatiska folkpartiet. 